# Mirosław Skórka

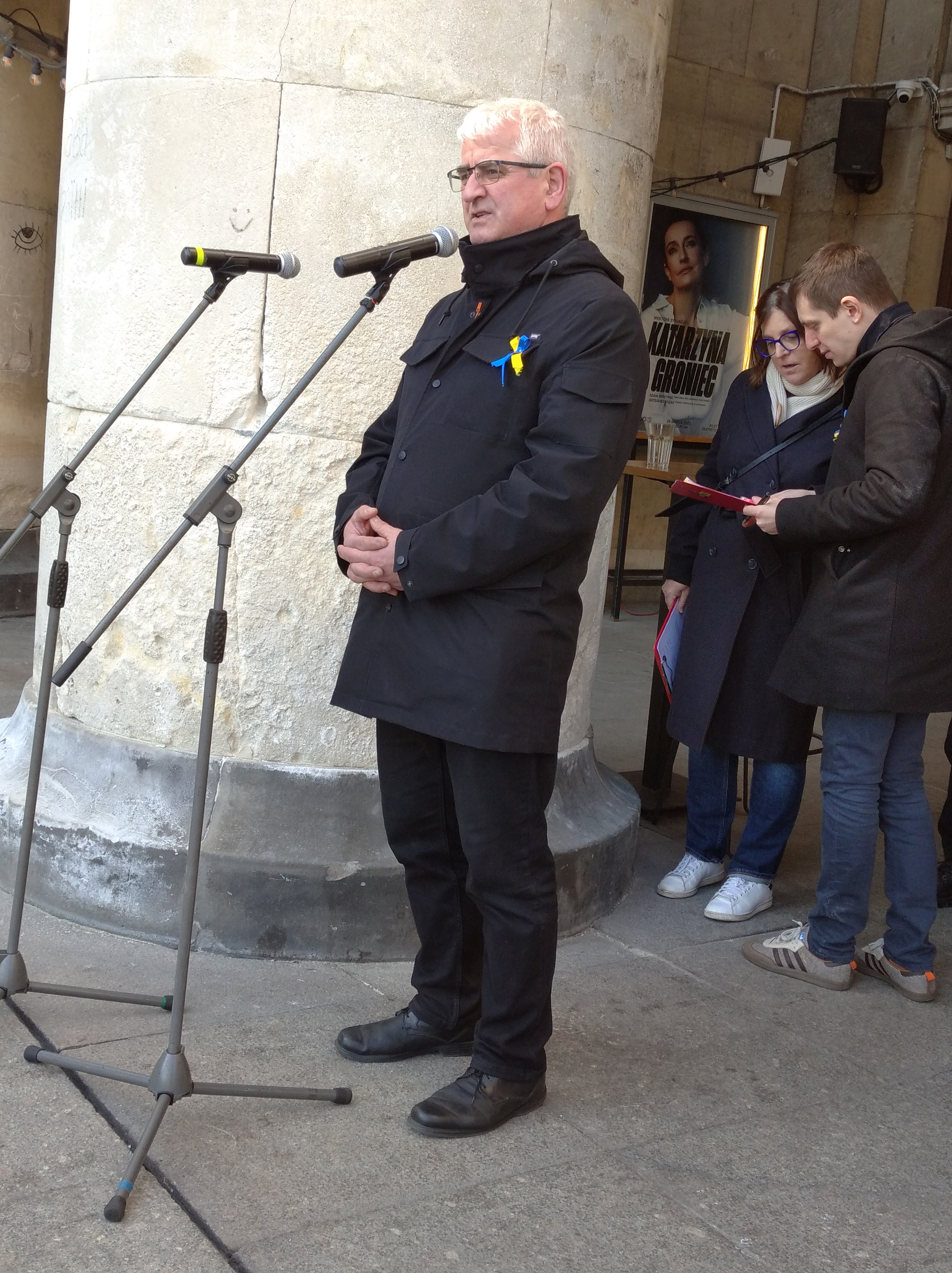
Mirosław Skórka na demonstracji solidarności z Ukrainą w Warszawie, 20 marca 2022

Mirosław Skórka (ukr. Мирослав Скірка) (ur. 1963, Gościno) – polski działacz ukraińskiej mniejszości narodowej w Polsce. Od 2021 prezes Związku Ukraińców w Polsce.

## Życiorys
Jest absolwentem studiów filozoficznych na Papieskim Wydziale Teologicznym w Warszawie i Papieskim Uniwersytecie Gregoriańskim.
Pracował w Instytucie Studiów Wschodnich. Od 2013 jest dyrektorem programu Study Tours to Poland. Ponadto jest członkiem zarządu Fundacji Liderzy Przemian i współinicjatorem odrodzenia Ukraińskiej Organizacji Skautowej Płast.